# إيغور مياتوفيتش
إيغور مياتوفيتش هو لاعب كرة قدم سويسري في مركز الهجوم، ولد في 21 نوفمبر 1992 في جنيف في سويسرا. شارك مع منتخب سويسرا تحت 17 سنة لكرة القدم ومنتخب سويسرا تحت 19 سنة لكرة القدم. أما مع النوادي، فقد لعب مع نادي بيلينزونا ونادي لوكارنو.

## وصلات خارجية
- إيغور مياتوفيتش على موقع قاعدة بيانات كرة القدم.إي يو (الإنجليزية)
- إيغور مياتوفيتش على موقع Soccerway.com (الإنجليزية)
- إيغور مياتوفيتش على موقع عالم كرة القدم.نت (الإنجليزية)